# سورة الليل
سورة الليل هي سورة مكية، من المفصل، آياتها 21، وترتيبها في المصحف 92، في الجزء الثلاثين، بدأت بأسلوب قسم ﴿وَاللَّيْلِ إِذَا يَغْشَى ۝١﴾ [الليل:1]، ولم يُذكر فيها لفظ الجلالة، نزلت بعد سورة الأعلى.

## موضوع السورة
في إطار من مشاهد الكون وطبيعة الإنسان تقرر السورة حقيقة العمل والجزاء وهذه الحقيقة منوعة المظاهر ومظاهرها ذات لونين ، وذات اتجاهين ... كذلك كان الإطار المختار لها في مطلع السورة ذا لونين في الكون وفي النفس سواء﴿وَاللَّيْلِ إِذَا يَغْشَى ۝١ وَالنَّهَارِ إِذَا تَجَلَّى ۝٢﴾ [الليل:1–2] ..وهذا من بدائع التناسق في التعبير القرآني . ويقسم الله – سبحانه - بهاتين الآتين : الليل والنهار . مع صفة كل منهما الصفة المصورة للمشهد﴿وَاللَّيْلِ إِذَا يَغْشَى ۝١ وَالنَّهَارِ إِذَا تَجَلَّى ۝٢﴾ [الليل:1–2] .
يقسم الله بهذه الظواهر والحقائق المتقابلة في الكون وفي الناس ، على أن سعي الناس مختلف وطرقهم مختلفة ومن ثم فجزاؤهم مختلف كذلك ، فليس الخير كالشر ، وليس الهدى كالضلال ، وليس الصلاح كالفساد ، وليس من أعطى واتقى كمن بخل واستغنى ، وليس من صدق وآمن كمن كذب وتولى . وأن لكل طريقاً ، ولكل مصيراً ، ولكل جزاء .
﴿إِنَّ سَعْيَكُمْ لَشَتَّى ۝٤﴾ [الليل:4]..إنه مختلف في حقيقته . مختلف في بواعته ، مختلف في اتجاهه ، مختلف في نتائجه .
﴿فَأَمَّا مَنْ أَعْطَى وَاتَّقَى ۝٥﴾ [الليل:5]
من أعطى نفسه وماله . واتقى غضب الله وعذابه . وصدق بهذه العقيدة (الحسنى ) . فهو يستحق عون الله وتوفيقه .
﴿وَأَمَّا مَنْ بَخِلَ وَاسْتَغْنَى ۝٨﴾ [الليل:8]
ومن بخل بنفسه وماله . واستغنى عن الله وهداه وكذب (بالحسنى ) .فهو يستحق أن يعسر الله عليه كل شيء ويجعل له في كل خطوة مشقة . وكل إنسان يفعل بنفسه ما يختار لها ! إما إلى اليسرى وإما إلى العسرى .
وفي المقطع الثاني فيتحدت عن مصير كل فريق . ويكشف عن نهاية المطاف لمن يسره لليسرى ، ومن يسره للعسرى . وقبل كل شيء يقرر أن ما يلاقيه كل فريق من عاقبة ومن جزاء فهو عدل وحق . فقد بين الله للناس الهدى ، وانذرهم ناراً تلظى .
﴿إِنَّ عَلَيْنَا لَلْهُدَى ۝١٢ وَإِنَّ لَنَا لَلْآخِرَةَ وَالْأُولَى ۝١٣ فَأَنْذَرْتُكُمْ نَارًا تَلَظَّى ۝١٤ لَا يَصْلَاهَا إِلَّا الْأَشْقَى ۝١٥ الَّذِي كَذَّبَ وَتَوَلَّى ۝١٦ وَسَيُجَنَّبُهَا الْأَتْقَى ۝١٧ الَّذِي يُؤْتِي مَالَهُ يَتَزَكَّى ۝١٨ وَمَا لِأَحَدٍ عِنْدَهُ مِنْ نِعْمَةٍ تُجْزَى ۝١٩ إِلَّا ابْتِغَاءَ وَجْهِ رَبِّهِ الْأَعْلَى ۝٢٠ وَلَسَوْفَ يَرْضَى ۝٢١﴾
﴿إِنَّ عَلَيْنَا لَلْهُدَى ۝١٢﴾ [الليل:12]لقد كتب الله على نفسه – فضلاً منه بعباده ورحمة – أن يبين الهدى لفطرة الناس ووعيهم . وأن يبين لهم كذلك بالرسل والرسالات والآيات ، فلا تكون هناك حجة لأحد ، ولايكون هناك ظلم لأحد .
﴿وَإِنَّ لَنَا لَلْآخِرَةَ وَالْأُولَى ۝١٣﴾ [الليل:13] ..فأين يذهب من يريد أن يذهب عن الله بعيداً ؟!
﴿وَسَيُجَنَّبُهَا الْأَتْقَى ۝١٧ الَّذِي يُؤْتِي مَالَهُ يَتَزَكَّى ۝١٨ وَمَا لِأَحَدٍ عِنْدَهُ مِنْ نِعْمَةٍ تُجْزَى ۝١٩ إِلَّا ابْتِغَاءَ وَجْهِ رَبِّهِ الْأَعْلَى ۝٢٠﴾ [الليل:17–20]
(الأتقى ) هو الأسعد مقابل الأشقى وهو الذي ينفق ماله ليتطهر بإنفاقه ، لاليرائي به ويستعلى . ينفقه تطوعاً لارداً لجميل أحد ، ولاطلباً لشكران أحد ، وامنا ابتغاء وجه ربه خالصاً..ربه الأعلى .
﴿وَلَسَوْفَ يَرْضَى ۝٢١﴾ [الليل:21]. إنه الرضى ينسكب في قلب الأتقى . إنه الرضى يغمر روحة . إنه الرضى يقيض على جوارحه .إنه الرضى يشيع في كيانه . إنه الرضى يندي حياته ...إنها مفأجأة في موضعها هذا .
المصدر : في ظلال القرآن – سيد قطب .

## وصلات خارجية
- سورة الليل بقراءة مشاري بن راشد العفاسي
- سورة الليل: تجويد-تفسير - موقع Altafsir.com